# Urka (fiume)
L'Urka (in russo Урка?) è un fiume dell'Estremo Oriente russo, affluente di sinistra dell'Amur. Scorre nel Skovorodinskij rajon dell'Oblast' dell'Amur.
Il fiume ha origine dai monti Urušinskij e scende in direzione meridionale attraverso una foresta paludosa, passa il villaggio di Erofej Pavlovič dove corre la Ferrovia Transiberiana e sfocia nell'Amur a 2 764 km dalla foce. La lunghezza del fiume è di 161 km, l'area del bacino è di 1 900 km².